# 克里斯塔兰迪亚
克里斯塔兰迪亚是巴西托坎廷斯州的一个市镇。总面积1848.231平方公里，总人口6521人，人口密度3.5人/平方公里。